# Acácio Cordeiro Barreto
Acácio Cordeiro Barreto (* 24. Januar 1959 in Campos dos Goytacazes) ist ein ehemaliger brasilianischer Fußballspieler.

## Spielerkarriere

### Verein
Acácio, der vorher in den unteren brasilianischen Ligen spielte, wurde 1982 von CR Vasco da Gama verpflichtet. Dort sollte er Torhüter Mazarópi ersetzten, da Trainer Antônio Lopes einen Radikalumbruch in der Mannschaft vollzog. Damit schien er erfolgreiche zu sein, da die Mannschaft direkt in Acácios erster Saison die Staatsmeisterschaft von Rio de Janeiro gewann. Acácio wurde direkt in seiner ersten Saison Stammtorhüter von Vacos da Gama, ehe er 1984 von Roberto Costa verdrängt wurde. Doch dieser verließ den Verein nach kurzer Zeit und somit hatte Acácio seinen Platz als Stammtorhüter wieder sicher. In den nächsten Jahren konnte er noch zweimal die Staatsmeisterschaft gewinnen (1987, 1988) und blieb dabei in der Saison 1988 sogar 879 Minuten ohne Gegentor. In der darauf folgenden Saison gewann er mit Vasco da Gama, zum zweiten Mal in der Vereinsgeschichte, die brasilianische Meisterschaft. Acácio zeigte auf dem Weg zur Meisterschaft im entscheidenden Spiel gegen den FC São Paulo eine überragende Leistung und verhalf seiner Mannschaft zu einem 1:0-Sieg im Estádio do Morumbi. Danach blieb er noch zwei Jahre bei Vasco da Gama, ehe er den Verein verließ.
Von Brasilien aus wechselte er nach Portugal zum FC Tirsense, mit dem er in der zweiten portugiesischen Liga spielte. Aus dieser stieg er mit dem Verein, der die Saison auf dem dritten Platz beendete, in die Primeira Divisão auf. Dennoch verließ er den Verein und wechselte zum SC Beira-Mar, der ebenfalls in der ersten portugiesischen Liga spielte. Dort blieb er drei Jahre, ehe er den Verein 1995, nachdem dieser abgestiegen war, verließ. In seiner Heimat Brasilien war er noch zwei Jahre beim Madureira Esporte Clube aktiv.

### Nationalmannschaft
Acácio war Nationalspieler der brasilianischen Auswahl. Bereits 1983 wurde Acácio vom damaligen Nationaltrainer Carlos Alberto Parreira in den Kader für die Copa América berufen, wo er jedoch hinter Émerson Leão nur Ersatzkeeper des Teams war. Als „Bankdrücker“ sah er seinem Team zu, wie es bis ins Finale einzog, wo man mit 0:2 gegen Uruguay verlor. Im Jahr 1989 bestritt er sieben Spiele für die Brasilianische Fußballnationalmannschaft und gewann mit ihr, ohne zum Einsatz gekommen zu sein, die Copa América. Sein Debüt in der Nationalmannschaft gab Acácio am 15. März 1989 beim 1:0-Erfolg gegen Ecuador. In der Nationalmannschaft konnte er sich jedoch nie gegen Cláudio Taffarel durchsetzten. Trotzdem wurde er noch ein paarmal nominiert und stand auch in Sebastião Lazaronis Aufgebot für die Fußball-Weltmeisterschaft 1990 in Italien, wo das Team im Achtelfinale gegen den späteren Vizeweltmeister Argentinien rausflog.

## Trainerkarriere
2005 wurde Acácio Interimstrainer von Botafogo FR, nachdem sich der Vorstand von Péricles Chamusca trennte. Nach nur einer Partie als Chef an der Seitenlinien, musste er für Celso Roth weichen.
2011 wurde er dann Cheftrainer bei seinem früheren Klub Americano FC (RJ), wo er Toninho Andrade ablöste. Doch es wurde nur zu einem kurzen Intermezzo und Acácio wurde bald darauf durch Paulo César Alencar ersetzt.

## Erfolge
Nationalmannschaft
- Copa América: 1989

Vasco
- Campeonato Brasileiro de Futebol: 1989
- Staatsmeisterschaft von Rio de Janeiro: 1982, 1987, 1988
- Trofeo Ramón de Carranza: 1987, 1988, 1989